# Can Llença
Can Llença és un edifici del municipi d'Hostalric (Selva). És un edifici amb una paret mitgera, situat al nucli urbà d'Hostalric, al carrer Major número 45, fent cantonada amb el carrer del Forn. És una obra inclosa en l'Inventari del Patrimoni Arquitectònic de Catalunya.

## Descripció
L'edifici, de planta quadrangular amb la façana de forma lleugerament angular, consta de planta baixa, dos pisos i golfes, i està cobert per un teulat a doble vessant desaiguat a les façanes principal i posterior, amb un destacat ràfec de rajola vidriada a la façana principal que és sostingut per cartel·les de ferro forjat en forma de voluta.
A la façana principal trobem, a la planta baixa, la porta d'entrada en arc escarser, amb els brancals de carreus de pedra i la llinda també de pedra. Flanquejant la porta, a dreta i esquerra, dues finestres amb llinda monolítica, brancals de carreus de pedra la dreta i l'esquerra amb arrebossat imitant carreus de pedra. Totes dues tenen ampit de rajola vidriada, protegides per una reixa de ferro forjat.
Al primer pis, tres balcons d'iguals característiques, situades seguint l'eix de les obertures de la planta baixa. Els balcons tenen les portes d'accés amb llinda monolítica i brancals de carreus de pedra. Els balcons tenen l'estructura de ferro forjat, igual que la barana i les dues cartel·les en forma de voluta que falsament suporten cada balcó de ferro forjat. Cal destacar les rajoles vidriades que estan col·locades sota l'estructura de ferro forjat dels balcons, perquè presenta una decoració d'elements triangulars de color verd i blanc (iguals que les que trobem als balcons del segon pis, als ampits de les finestres de la planta baixa i les golfes, i en el ràfec de la teulada).
Al segon pis, tres balcons d'iguals característiques que els balcons del primer pis, però de dimensions lleugerament més reduïdes (són una quarta part més petits que els balcons del primer pis). Estan oberts seguint el mateix eix que els del pis inferior. Les obertures que hi permeten l'accés, són en arc de llinda, i tenen la llinda i els brancals amb falsos carreus de pedra fets amb el mateix arrebossat.
A les golfes, tres finestres en arc rebaixat, amb llinda i brancals de falsos carreus de pedra fets amb el mateix arrebossat. Les finestres tenen ampit amb l'estructura i la barana de ferro forjat amb rajola vidriada decorada igual que els balcons i ràfec, decorant la part inferior de l'ampit. Les obertures de les golfes segueixen el mateix eix de totes les obertures de la façana.
La façana presenta un tractament unitari que consisteix en un fals encoixinat. Les rajoles vidriades que decoren balcons, ampits i ràfec, i el fet que totes les obertures estiguin disposades en el mateix eix, atorga encara més unitat i harmonia en aquest edifici.

## Història
Santiago Llensa i de Gelcen (1911-1974), un dels fills il·lustres d'Hostalric, va néixer en aquesta casa. Fill d'una família benestant va cursar enginyeria agrícola i botànica. Es dedicà a l'estudi de la vegetació dels entorns de la vila, així com d'altres indrets de Catalunya. En morir deixà inacabada una obra sobre bolets de Catalunya i una altra sobre la història d'Hostalric.
Durant la Guerra del Francès (1808-1814) Hostalric va tenir un important paper donant suport a l'entrada de queviures a la Girona assetjada i destorbant el pas a les tropes enemigues gràcies a la seva situació estratègica en una zona de pas. Per això als francesos els convenia prendre la vila. El primer atac va arribar el 7 de novembre del 1809 i només trobaren resistència a la Torre dels Frares i a l'església on un grup de gent s'hi havia fet fort. Alguns habitants es van poder refugiar al castell, d'altres van haver de fugir, ja que els francesos van cremar el poble.
Això explica que la majoria dels habitatges siguin posteriors, com seria el cas de Can Llença, ja que el registre cadastral el situa el 1900. Els carrers Ravalet, Raval, Major i la plaça dels Bous són part del recorregut del Camí Ral. També es conserva una variant que segueix paral·lel a les muralles pel costat exterior i que fou utilitzat sobretot al segle xix.